# Starlight (Lied)
Starlight ist der Titel eines Liedes der US-amerikanischen Rockband Dan Reed Network.

## Hintergrund
Das Lied, das von Bandgründer und Sänger Dan Reed geschrieben wurde, ist der dritte Song des Albums Let’s Hear It for the King, das am 17. Juni 2022 veröffentlicht wurde. Starlight wurde als erste Single aus dem Album ausgekoppelt und am 21. Oktober 2021 veröffentlicht.
Das Lied entstand um vier Uhr morgens, nachdem Reed von einem AC/DC-Konzert in Berlin zu Hause in Prag ankam. Reed war begeistert vom Altersspektrum des AC/DC-Publikums, das von 7 bis 70 reichte, und erinnerte sich an seine Zeit als Fan der Band, als er selbst ein aufstrebender junger Musiker und Schüler der High School in South Dakota war. Inhaltlich befasst sich das Lied mit dem Bedürfnis der Social-Media-Generation nach Likes, Followern, Ruhm und Glück, und mit der Frage, was man mit der gewonnenen Aufmerksamkeit anstellen will.